# شهرستان الفرد انزو
شهرستان آلفرد انزو (به لاتین: Alfred Nzo District Municipality) یک سکونتگاه مسکونی در آفریقای جنوبی است که در کیپ شرقی واقع شده‌است.